# 大森勝山遺跡
大森勝山遺跡（おおもりかつやまいせき）は、青森県弘前市大森勝山の岩木山北東に所在する縄文時代晩期初頭の環状列石を主体とする集落遺跡。国の史跡に指定されている。環状列石の構築過程を明らかにするとともに、環状列石としては最も新しく、その年代や性格について新知見が得られたという点できわめて貴重である。

## 概要
大森勝山遺跡は、青森県の西部、標高1625メートルの岩木山頂から北東に派生する標高143メートルから145メートルの舌状丘陵の先端部に立地した、縄文時代晩期初頭に属する大型環状列石を主体とする集落跡である。
1957年（昭和32年）、岩木山麓の総合開発が着手されるなか、弘前市教育委員会では埋蔵文化財の保存と活用を目的に1958年（昭和33年）度から国庫補助を受け、合計で34地点に及ぶ発掘調査を実施した。このうち大森勝山遺跡については、1959年（昭和34年）度から1961年（昭和36年）度まで6回に及ぶ発掘調査を実施し、77基の組石によって構成される長径48.5メートル、短径39.1メートルのやや楕円形を呈する環状列石1基と、長径13.77メートル、短径12.8メートル、壁高51.5センチメートルのほぼ円形を呈する大型竪穴建物1棟が確認された。縄文時代晩期初頭に属する環状列石としては初めての事例であること、大型の竪穴建物が確認されたこと、そして、遺存状態がきわめて良好であったことから注目を集めた。
その後、弘前市教育委員会では大森勝山遺跡の本格的な整備と活用を目指し、2006年（平成18年）度から2008年（平成20年）度まで改めて保護すべき範囲の確定と、遺跡の詳細な内容確認を目的に発掘調査を実施した。その結果、環状列石については、まず丘陵全体を平坦に整地した後に、直径40メートル程度の円形状に最高で40センチメートルほど土を盛り、その後その縁辺部に組石を配置するという、構築過程が明らかになった。
組石については、その大部分は遺跡近辺の河原で採集される輝石安山岩が使用され、直径1メートルから3メートルの範囲で多くは規則性を見いだせない集石状に設置されるが、中には放射状・環状・方形状等規則的に設置されるものもある。組石の下部には、組石を据えるための浅い掘り込みが認められるものも一部にあるが、土坑墓等の明確な遺構を伴う事例は確認されていない。
環状列石の周辺では、石組炉、埋設土器、土坑、焼土のほかに多数の柱穴が、また、丘陵先端部では土器捨て場が確認されたが、これらはいずれも縄文時代晩期前葉を中心に晩期初頭から中葉に属する。遺物としては、石鏃・石匙・石斧・石皿・敲石・磨石といった道具類をはじめ、土偶や石棒といった呪術具も出土した。このように本遺跡では、大型竪穴建物1棟を除いて竪穴建物や掘立柱建物等は未確認であるが、その他の遺構や遺物からは、集落として一定期間の居住を想定させる状況が確認された。
大森勝山遺跡は、環状列石としてはもっとも新しい縄文時代晩期初頭に属すること、丘陵の整地から組石の設置に至るまでの構築過程が初めて明らかになったこと、そして、環状列石の周辺では縄文時代晩期初頭から中葉まで集落として一定期間の居住が行われたことなど、従来の環状列石の年代や性格について、新たな知見を得ることができた。このことは、北海道南部から東北北部に分布する縄文時代後期初頭の他の大型環状列石との関係性や、それらの展開・変遷を踏まえた当該地域の縄文文化の実態解明に繋がる特徴としてきわめて重要である。
2012（平成24年）9月19日に国の史跡に指定された。また、北海道・青森県・岩手県・秋田県の4道県が連携した、当地域縄文遺跡群のユネスコ世界遺産登録をめざす取り組みの中では、「北海道・北東北の縄文遺跡群」を構成する遺跡の一つに加えられている。
2021年（令和3年）、「北海道・北東北の縄文遺跡群」として世界文化遺産に登録された。

## 施設
裾野地区体育文化交流センターがガイダンス施設となっており、大森勝山遺跡の出土品等を展示している。